# Runnin’ Out of Fools
| Оценки критиков               | Оценки критиков |
| Источник                      | Оценка          |
| ----------------------------- | --------------- |
| AllMusic                      | [ 2 ]           |
| Billboard                     | без оценки      |
| Encyclopedia of Popular Music | [ 4 ]           |
| The Rolling Stone Album Guide | [ 5 ]           |

Runnin’ Out of Fools  — шестой студийный альбом американской певицы Ареты Франклин, выпущенный 16 ноября 1964 года на лейбле Columbia Records. Альбом был записан в Нью-Йорке на студии Columbia Recording Studios, его продюсером выступил Клайд Отис, а аранжировщиком и дирижёром —  Белфорд Хендрикс.
Альбом имел определённый коммерческий успех, хотя в чарте Billboard Top LPs он занял только 84-ю позицию, в чарте Hot R&B LPs он поднялся в первую десятку и расположился на 9-й позиции. Одноимённый сингл, выпущенный в поддержку альбома, достиг 57-го места в Billboard Hot 100, а также 30-го в Hot Rhythm & Blues Singles. Тем не менее, критики сдержано приняли альбом.

## Список композиций
| №  | Название                                  | Автор(ы)                       | Длительность |
| -- | ----------------------------------------- | ------------------------------ | ------------ |
| 1. | «Mockingbird»                             | Чарли Фокс, Инес Фокс          | 2:33         |
| 2. | «How Glad I Am»                           | Джимми Уильямс, Ларри Гаррисон | 2:32         |
| 3. | «Walk On By»                              | Берт Бакарак, Хэл Дэвид        | 2:47         |
| 4. | «Every Little Bit Hurts»                  | Эд Кобб                        | 2:46         |
| 5. | «The Shoop Shoop Song (It’s in His Kiss)» | Руди Кларк                     | 2:21         |
| 6. | «You’ll Lose a Good Thing»                | Барбара Линн Озен              | 2:36         |

| №                   | Название                                  | Автор(ы)                                  | Длительность |
| ------------------- | ----------------------------------------- | ----------------------------------------- | ------------ |
| 1.                  | «I Can’t Wait Until I See My Baby’s Face» | Чип Тейлор, Норман Мид                    | 2:43         |
| 2.                  | «It’s Just a Matter of Time»              | Белфорд Хендрикс, Клайд Отис, Брук Бентон | 2:58         |
| 3.                  | «Runnin’ Out of Fools»                    | Кэй Роджерс, Ричард Алерт                 | 2:32         |
| 4.                  | «My Guy»                                  | Смоки Робинсон                            | 3:02         |
| 5.                  | «Two Sides of Love»                       | Рой Альфред                               | 2:26         |
| 6.                  | «One Room Paradise»                       | Джон Лесли Макфарланд                     | 2:06         |
| Общая длительность: | Общая длительность:                       | Общая длительность:                       | 31:23        |

| №                   | Название                                                  | Автор(ы)                            | Длительность |
| ------------------- | --------------------------------------------------------- | ----------------------------------- | ------------ |
| 1.                  | «A General Market Advertisement from Columbia Records»    |                                     | 0:39         |
| 2.                  | «A Special Ad for Christmas»                              |                                     | 0:53         |
| 3.                  | «The Christmas Song (Chestnuts Roasting on an Open Fire)» | Мел Торме, Рон Уэллс                | 2:52         |
| 4.                  | «Winter Wonderland»                                       | Феликс Бернард, Ричард Бернард Смит | 2:12         |
| Общая длительность: | Общая длительность:                                       | Общая длительность:                 | 37:59        |

## Чарты
| Чарт (1964-65)                         | Высшая позиция |
| -------------------------------------- | -------------- |
| США (Billboard 200)                    | 84             |
| США (Billboard Top R&B/Hip-Hop Albums) | 9              |